# Tony Rich

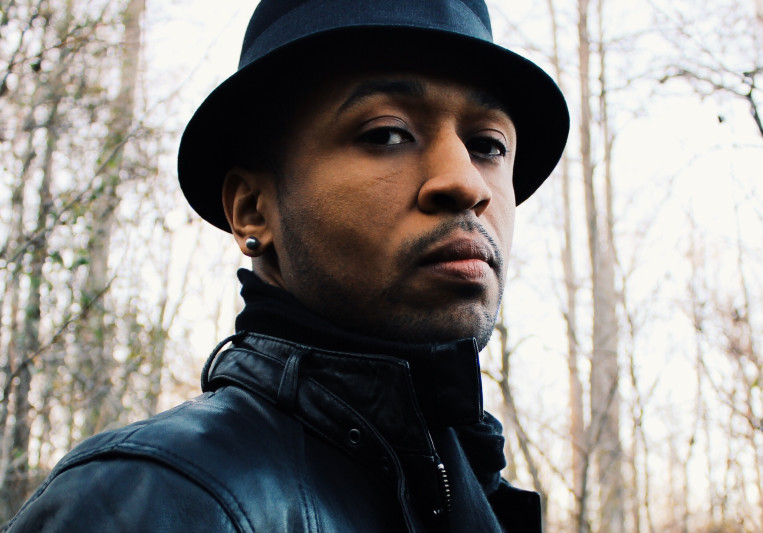
Tony Rich, 2011

Tony Rich (eigentlich Antonio Jeffries, * 19. November 1971 in Detroit, Michigan) ist ein amerikanischer Sänger, Songwriter und Musikproduzent, der als The Tony Rich Project einige Charterfolge hatte. Stilistisch bewegt er sich in den Bereichen R&B, Soul und Swing.

## Biografie
Bekannt wurde Rich unter dem Namen The Tony Rich Project mit dem Lied Nobody Knows, das Ende 1995 in die US-Charts stieg und dort Platz zwei erreichte. Im Frühjahr 1996 folgten Platzierungen in den deutschen Top 100 (Platz 86) und den englischen Top 10 (Platz 4). Nobody Knows gehört zu den zehn meistverkauften Singles des Jahres 1996 im Vereinigten Königreich.
Auch das dazugehörige Album Words platzierte sich in den deutschen, englischen und amerikanischen Album-Charts. Außerdem wurde es als Best R&B Album mit einem Grammy ausgezeichnet. Die Auskopplungen Like a Woman und Leavin’ waren 1996 kleinere Hits in den UK- und den US-Charts.

## Diskografie

### Alben
| Jahr | Titel | Höchstplatzierung, Gesamtwochen, AuszeichnungChartplatzierungen (Jahr, Titel, Platzierungen, Wochen, Auszeichnungen, Anmerkungen) | Höchstplatzierung, Gesamtwochen, AuszeichnungChartplatzierungen (Jahr, Titel, Platzierungen, Wochen, Auszeichnungen, Anmerkungen) | Höchstplatzierung, Gesamtwochen, AuszeichnungChartplatzierungen (Jahr, Titel, Platzierungen, Wochen, Auszeichnungen, Anmerkungen) | Anmerkungen                                             |
| Jahr | Titel | DE | UK | US | Anmerkungen                                             |
| ---- | ----- | --- | --- | --- | ------------------------------------------------------- |
| 1995 | Words | DE71 (7 Wo.)DE | UK27 Silber · (13 Wo.)UK | US31 Platin · (47 Wo.)US | Charteintritt in UK erst 1996 als The Tony Rich Project |

Weitere Alben
- 1998: Birdseye (The Tony Rich Project)
- 2003: Resurrected (The Tony Rich Project)
- 2003: Man of Cyrene
- 2005: Nobody Knows: The Best of the Tony Rich Project (The Tony Rich Project)
- 2006: I Saw the Light
- 2006: Pictures
- 2006: A New Understanding of Peace
- 2008: Exist (The Tony Rich Project)
- 2013: Speak Me

### Singles
| Jahr | Titel Album    | Höchstplatzierung, Gesamtwochen, AuszeichnungChartplatzierungen (Jahr, Titel, Album, Platzierungen, Wochen, Auszeichnungen, Anmerkungen) | Höchstplatzierung, Gesamtwochen, AuszeichnungChartplatzierungen (Jahr, Titel, Album, Platzierungen, Wochen, Auszeichnungen, Anmerkungen) | Höchstplatzierung, Gesamtwochen, AuszeichnungChartplatzierungen (Jahr, Titel, Album, Platzierungen, Wochen, Auszeichnungen, Anmerkungen) | Anmerkungen               |
| Jahr | Titel Album    | DE | UK | US | Anmerkungen               |
| ---- | -------------- | --- | --- | --- | ------------------------- |
| 1995 | Nobody Knows – | DE86 (6 Wo.)DE | UK4 Silber · (18 Wo.)UK | US2 Platin · (47 Wo.)US | als The Tony Rich Project |
| 1996 | Like a Woman – | — | UK27 (5 Wo.)UK | US41 (15 Wo.)US | als The Tony Rich Project |
| 1996 | Leavin’ –      | — | UK52 (2 Wo.)UK | US88 (8 Wo.)US | als The Tony Rich Project |

Weitere Singles
- 1998: Silly Man
- 2003: Traveling Alone
- 2013: Fade Away
- 2014: Breaking Glass

## Auszeichnungen für Musikverkäufe
| Goldene Schallplatte - Australien - 1995: für die Single Nobody Knows |

Anmerkung: Auszeichnungen in Ländern aus den Charttabellen bzw. Chartboxen sind in ebendiesen zu finden.
| Land/RegionAuszeichnungen für Musikverkäufe (Land/Region, Auszeichnungen, Verkäufe, Quellen) | Silber     | Gold  | Platin     | Verkäufe  | Quellen     |
| -------------------------------------------------------------------------------------------- | ---------- | ----- | ---------- | --------- | ----------- |
| Australien (ARIA)                                                                            | —          | Gold1 | —          | 35.000    | aria.com.au |
| Vereinigte Staaten (RIAA)                                                                    | —          | —     | 2× Platin2 | 2.000.000 | riaa.com    |
| Vereinigtes Königreich (BPI)                                                                 | 2× Silber2 | —     | —          | 260.000   | bpi.co.uk   |
| Insgesamt                                                                                    | 2× Silber2 | Gold1 | 2× Platin2 |           |             |

## Künstlerauszeichnungen
Grammy Award
- 1996: für das Album Words als Best R&B Album[1]